# Nicholas Aylward Vigors
Nicholas Aylward Vigors (* 12. Dezember 1785 in Old Leighlin, Königreich Irland; † 26. Oktober 1840 in London) war ein irischer Zoologe, Ornithologe und Politiker.

## Leben und Wirken

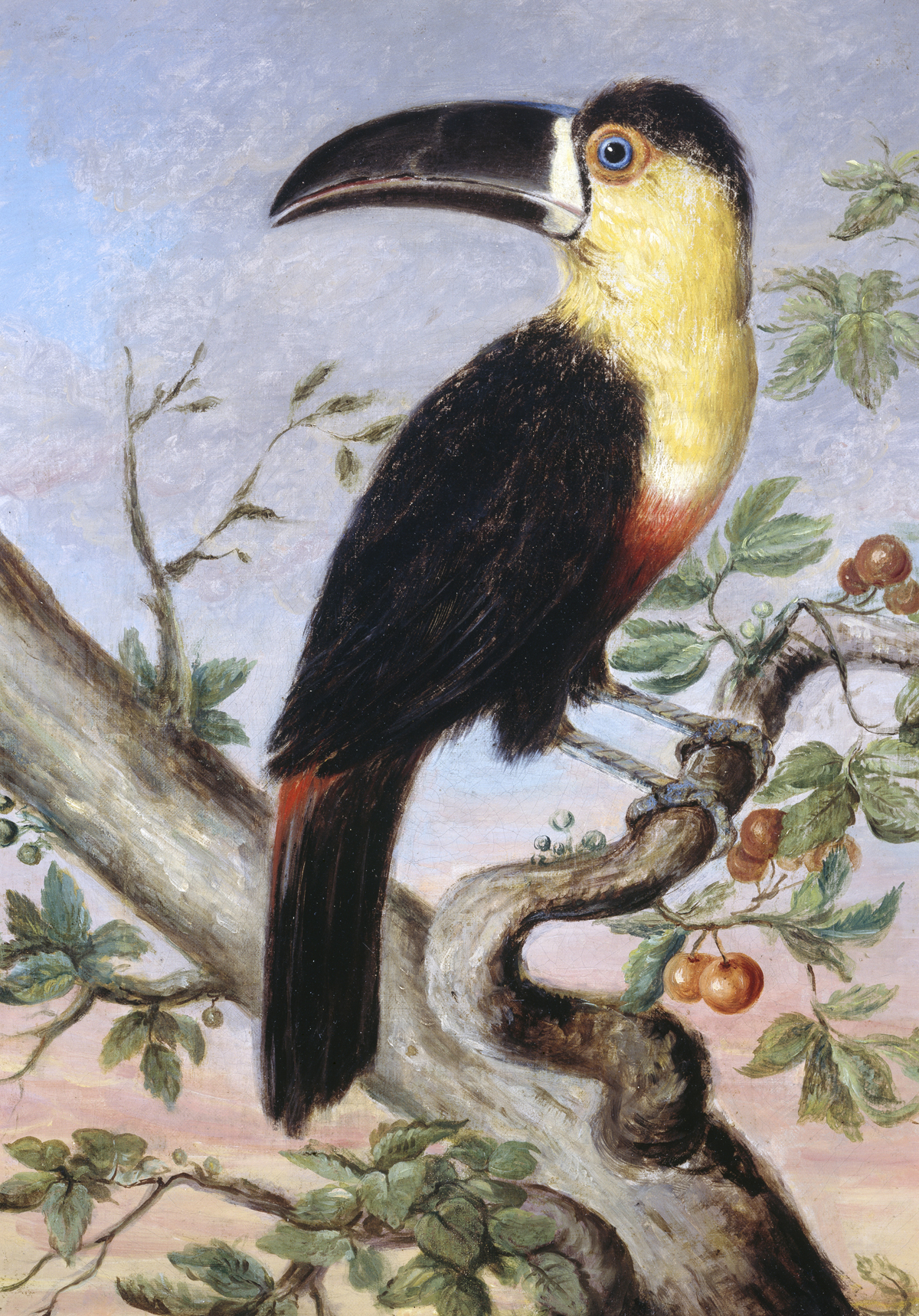
Werk von 1831

Er studierte am Trinity College in Oxford. Während der Napoleonischen Kriege auf der Iberischen Halbinsel (Peninsular War) kämpfte er auf irischer Seite von 1809 bis 1811 und kehrte nach einer bei Barrosa am 5. März erlittenen Verwundung noch im gleichen Jahr 1811 schließlich wieder nach Oxford zurück, um dort 1817 zu promovieren.
Zusammen mit Sir Thomas Stamford Raffles, George Eden, 1. Earl of Auckland (1784–1849), Sir Humphry Davy und Joseph Sabine (1770–1837) gründete er 1826 die Zoological Society of London (ZSL) und war bis 1833 deren erster Sekretär. Ebenfalls 1826 wurde er Mitglied der Royal Society in London und später der Linnean Society of London. 1834 wurde er als korrespondierendes Mitglied in die Preußische Akademie der Wissenschaften aufgenommen. Er verfasste in seinem Leben über 40 Werke – die meisten davon waren ornithologischen Inhalts.
1828 übernahm er den Besitz und das Gut seines verstorbenen Vaters. Von 1832 bis zu seinem Tod im Jahre 1840 vertrat er als gewählter Abgeordneter verschiedene Wahlkreise im County Carlow (Contae Cheatharlach) im britischen Unterhaus.

## Werke
- An inquiry into the nature and extent of poetic licence. Mackinlay & Bensley, London 1810.
- A statement of persecutions on the part of certain Tory landlords in the County of Carlow. Ridgways, London 1836.